# Лукіан Священномученик
Лукіан Священномученик (Лукіан Печерський; ? — † 1243; пам'ять 28 жовтня) — пресвітер Києво-Печерської обителі.

## Життєпис
Жив і підвизався в XIII столітті. На одній стародавній іконі написано, що пресвітер Лукіан постраждав від Батия близько 1243 року, тобто був убитий монголо-татарами в цей рік. Більше про святого нічого не відомо.
Мощі священномученика Лукіана спочивають в Дальніх (Феодосієвих) печерах Києво-Печерської лаври.

## Акафіст
В акафісті всім Печерським преподобним про нього сказано:
|  | «Радуйся, священномучениче Лукіане, бо наготоване для тебе небесне житло; радуйся, бо як страдальцю, приготовані тобі нескінченні райські покої» |

.

## Тропар
Тропар священомученика Лукіана Києво-Печерського, глас 4
|  | «І норовом причасник, і перед престолом намісник апостолом був, / бачення отримав ти, Богом дане, / у видіннях Схід. / Заради цього, Слово Істини виконуючи, / і заради віри православної постраждав ти навіть до смерті, / Священомученик Лукіан. / Тепер моли Христа Бога, / щоб спастися душам нашим.» |

.

## Кондак
Кондак священомученика Лукіана Києво-Печерського, глас 4
|  | «У священстві і чернецтві благочестиво жив / і муки шлях пройшов, / мучителя і бісівські полчища осоромив ти. / Тепер, тебе шануючи, так молимо тебе:/ від бід рятує нас завжди твоїми молитвами, отче наш Лукіан.» |

.